# Franz Anton Basch

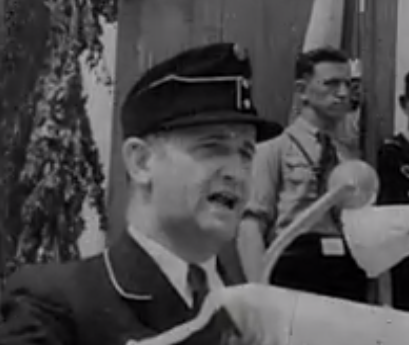
Franz Anton Basch, 1944

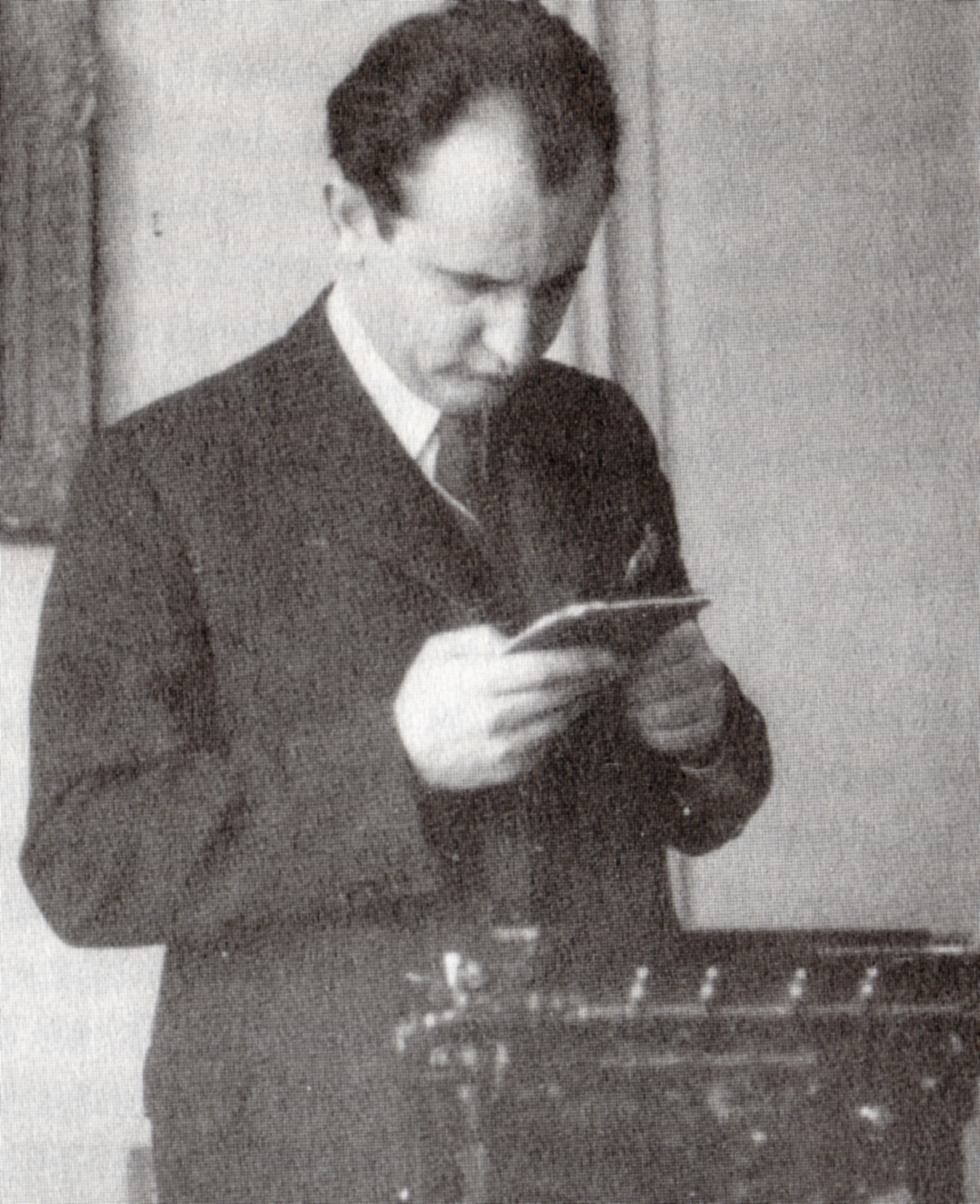
Franz Anton Basch

Franz Anton Basch, ungarisch Ferenc Antal Basch (* 13. Juli 1901 in Zürich; † 27. April 1946 in Budapest), nationalsozialistischer deutscher Politiker und Vorsitzender des Volksbundes der Deutschen in Ungarn und „Volksgruppenführer“ der Deutschen in Ungarn.

## Leben und Werk
Basch wuchs im Banat als Sohn eines Schwaben und einer Schweizerin auf. Er studierte zwischen 1920 und 1924 Germanistik als Stipendiat an der Loránd-Eötvös-Universität. Er war Student von Jakob Bleyer, dem konservativ-katholischen Vorsitzenden des Ungarländischen Deutschen Volksbildungsvereins. 1925 wurde er zum Sekretär der Deutschen Kulturgesellschaft in Ungarn berufen. Während dieser Zeit veröffentlichte er viele seiner Arbeiten. Nachdem er ab 1930 extreme nationalsozialistische Ansichten angenommen hatte, trat er 1934 von der Sekretärsposition zurück. Nach Bleyers Tod 1933 wurde Basch unter dem Vorsitz des liberal-legitimistischen Gustav Gratz Generalsekretär des Volksbildungsvereins. Ausgelöst durch interne Auseinandersetzungen gründete und leitete Basch ab 1938 den nationalsozialistisch ausgerichteten Volksbund der Deutschen in Ungarn.
1940 wurde er von Reichskanzler Adolf Hitler zum „Volksgruppenführer“ der Deutschen in Ungarn ernannt. Infolge des Wiener Schiedsspruchs 1940 und des Jugoslawien-Feldzuges 1941 konnte Ungarn sein Territorium vergrößern, wodurch dort bereits nationalsozialistisch geschulte „volksdeutsche“ Gruppierungen unter Baschs Hoheit fielen.
Ende 1944 floh Franz Anton Basch nach Deutschland, wurde aber 1945 an Ungarn ausgeliefert und am 27. März 1946 vom Landesrat der Volksgerichte in Budapest wegen „kriegs- und volksfeindlicher Verbrechen“ zum Tode verurteilt und am 26. April dort hingerichtet.

## Publikationen
- Zur Volks- und Volksbewegungsfrage im Banat. Kultura, München 1936.
- Preyer Nepomuk János egy elfeledett Bánáti német író. Pfeiffer, Budapest 1927.
- Das Deutschtum in Ungarn. Dr. F. A. Pfeiffer, München 1926.
- Der Deutsche in Ungarn. J. Beltz, Langensalza 1934.